# 名城病院
国家公務員共済組合連合会 名城病院（こっかこうむいんきょうさいくみあいれんごうかい めいじょうびょういん）は、愛知県名古屋市中区三の丸に位置する国家公務員共済組合連合会運営の病院（直営病院）である。
名古屋城の略称である「名城」を名乗っている通り、名古屋城天守閣にほど近い官庁街に位置し、建物北側の窓越しに天守閣が一望できる。

## 沿革
- 1962年（昭和37年） - 開院[1]。

## 概要
- 病床数は364床。
- 診療科目は15科。

## 診療科目
- 内科[2]
- 循環器科[2]
- 小児科・小児循環器科[2]
- 外科[2]
- 整形外科[2]
- 胸部心臓血管外科[2]
- 皮膚科[2]
- 泌尿器科[2]
- 婦人科[2]
- 眼科[2]
- 歯科口腔外科[2]
- 神経内科[2]
- 麻酔科[2]
- 脳神経外科[2]
- 放射線部[2]

## 交通アクセス
名古屋市営バス
- 名古屋駅：名古屋駅バスターミナル乗車停8番から名古屋市営バス名駅14号系統土居下経由「大曽根」または「市役所」行き「名城病院」停留所下車[3]。もしくは名古屋市営バス幹名駅1号系統東区役所経由「上飯田」または白壁経由「大曽根」行き「外堀通」停留所下車。
- 栄：オアシス21バスターミナル2番のりばから名古屋市営バス栄13号系統「安井町西」行き「名城病院」停留所下車[3]。

名古屋市営地下鉄
- 名城線 名古屋城駅下車6番出口、西へ徒歩で約5分[3]。
- 鶴舞線・桜通線 丸の内駅下車1番出口、北へ徒歩で約10分[3]。